# Coregonus nilssoni
Coregonus nilssoni is een straalvinnige vissensoort uit de familie van de zalmen (Salmonidae) en de onderfamilie van de houtingen. Deze vis komt voor in meren in Scandinavië en plaatselijk in Polen. De vis werd in 1848 door Achille Valenciennes beschreven.

## Herkenning
De volwassen vis is gemiddeld 25 cm lang en kan maximaal 38 cm lang worden. Het aantal kieuwboogaanhangsels is meestal tussen de 38 en 46. De bek is eindstandig.

## Verspreiding en leefgebied
Deze houtingsoort komt voor in meren in de landen rond de Oostzee: Zweden, Zuid-Noorwegen, Denemarken en het stroomgebied van de benedenloop van de Oder. De vissen zijn ook in andere meren in Polen geïntroduceerd. De vissen leven in open water en paaien in de winter op 5 tot 10 m diepte op vaste waterbodems. Ze foerageren voornamelijk op zoöplankton.

## Status
Er zijn geen factoren bekend die een bedreiging vormen voor het voortbestaan van deze soort, daarom staat deze soort als niet bedreigd op de Rode Lijst van de IUCN.